# Potoče, Ajdovščina
Potoče so naselje v Občini Ajdovščina. Ustanovljeno je bilo leta 1985 iz dela ozemlja naselja Kamnje. Leta 2015 je imelo 232 prebivalcev.